# Multa desunt pauperi, avaro omnia
Multa desunt pauperi, avaro omnia (лат. изговор: мулта десунт паупери, аваро омнија). Много недостаје сиромаху, а тврдици све. (Сенека)

## Поријекло изреке
Ову изреку је изрекао почетком нове ере познати римски књижевник и филозоф Сенека.

## Тумачење
Сиромаштву недостаје много, али незаситости тврдичлука, коме никада није доста, недостаје све.